# Antonio Garcia Gutiérrez
Antonio García Gutiérrez (n. 5 octombrie 1813, Chiclana de la Frontera, Andaluzia, Spania – d. 26 august 1884, Madrid, Noua Castilie⁠(d), Spania) a fost un scriitor spaniol.
Prin dramele sale romantice, a evocat pagini glorioase din istoria țării, fiind caracteristice dinamismul acțiunii și abilitatea versificației.
A mai scris texte pentru genul de operetă numit zarzuela.

## Opera
- 1843: Simón Bocanegra
- 1864: Răzbunare catalană ("Venganza catalana")
- 1865: Juan Lorenzo
- 1936: Trubadurul ("El trovador")
- 1964: Trestiile se fac lănci ("Las cañas se vuelven lanzas").